# Luca Ghiotto
Luca Ghiotto (Arzignano, 24 de fevereiro de 1995) é um automobilista italiano.

## Carreira

### Cartismo
Nascido em Arzignano, Ghiotto entrou no cartismo em 2008, quando conquistou o título na classe KF3 da Copa dos Campeões, antes de terminar em quarto no ano seguinte. Ele permaneceu na categoria KF3 até o final de 2010.

### Fórmula Abarth
Em 2011, Ghiotto fez sua estreia em monopostos, participando da Fórmula Abarth para a equipe Prema Powerteam. Terminou em nono na classificação da Italian Series com um único pódio em Misano, enquanto na European Series terminou em sexto, com quatro pódios. Ele disputou uma segunda temporada com a mesma equipe em 2012, sagrando-se vice-campeão em ambos os campeonatos.

### Fórmula Renault
Ghiotto permaneceu com a Prema, quando eles se mudaram para a maquinaria de Fórmula Renault de 2 litros para competir nas rodadas finais da Fórmula Renault 2.0 Alpes e Fórmula Renault 2.0 NEC no final de 2012. Para 2013, Ghiotto disputou em tempo integral na Fórmula Renault 2.0 Alpes e na Eurocopa de Fórmula Renault 2.0, permanecendo com a Prema. Ele chegou ao pódio em Le Castellet, bem como uma vitória no Spa, e terminou em nono na classificação final do campeonato. Na série Alpes, ele marcou cinco vitórias e terminou como vice-campeão com o companheiro de equipe, Antonio Fuoco, ficando com o título. Também venceu a corrida principal da Fórmula Renault 2.0 Pau Trophy.
Ghiotto se formou na Fórmula Renault 3.5 Series em 2014, competindo pela International Draco Racing.

### GP3 Series
Ghiotto fez sua estreia na GP3 Series em 2014, pela equipe Trident, em Spa, tendo a pole position em sua primeira corrida nessa categoria. Ele permaneceu com a Trident em 2015, conquistando cinco vitórias na temporada, mas perdendo o título para Esteban Ocon por oito pontos.

### GP2 Series
Em fevereiro de 2016, foi anunciado que Ghiotto iria disputar a GP2 Series, enquanto continuava sua parceria com a Trident. Depois de um excelente início de temporada, ele alcançou sua primeira vitória em Sepang e terminou em oitavo na classificação geral.

### Fórmula 2
Em 2017, Ghiotto mudou-se para a Russian Time para disputar o Campeonato de Fórmula 2 da FIA de 2017. Para a temporada da competição de 2018, Ghiotto se transferiu para a equipe Campos Racing. Para a disputa da temporada de 2019 ele se juntou a UNI-Virtuosi Racing.
Após o final da temporada, o piloto anunciou que deixaria a categoria e passaria a disputar as corridas de GT e ingressou na Blancpain GT Series em 2020 com a equipe R-Motorsport. Porém o piloto voltou atrás e, em 7 de fevereiro de 2020, foi anunciado que Ghiotto se juntou a equipe estreante Hitech Grand Prix para a disputa da temporada de 2020 da Fórmula 2.

### Fórmula 1
Em agosto de 2017, Ghiotto participou do teste pós-Grande Prêmio da Hungria para a equipe Williams Martini Racing.